# Куйичирчикский район
Куйичирчикский район (тума́н; узб. Quyichirchiq tumani / Қуйичирчиқ тумани) — район в составе Ташкентской области Узбекистана. Административный центр — город Дустабад (до 1991 года назывался Солдатский, до 1996 года — Аскарлик), расположенный в 50 км от железнодорожной станции Разъезд 55 (на линии Хаваст — Ташкент), с населением около 12 000 жителей. Посёлок Солдатский основан русскими переселенцами в месте впадения в Сырдарью реки Ахангаран.

## История
Район был образован в 1926 году под названием Нижне-чирчикский район. В 1938 году вошёл в состав Ташкентской области. Упразднён в 1963 году, восстановлен в 1973-м. В 1978 году переименован в Галабинский район. В 1992 году переименован в Куйичирчикский район.

## Административно-территориальное деление
По состоянию на 1 января 2011 года в состав района входят:
- Город Дустабад.
- 2 городских посёлка:

1. Курганча,
2. Пахтазор.

- 10 сельских сходов граждан:

1. Гуль,
2. Истиклол,О)
3. Кетментепа,
4. Курганча,
5. Майдантал,
6. Пахтачи,
7. Ташаул,
8. Ташлак,
9. Узбекистан,
10. Янгихаят.

| 2010   | 2011   | 2012   | 2013   | 2014   | 2015   | 2016   | 2017   | 2018   | 2019   | 2020   | 2021   | 2022   | 2023   | 2024   |
| ------ | ------ | ------ | ------ | ------ | ------ | ------ | ------ | ------ | ------ | ------ | ------ | ------ | ------ | ------ |
| 2180,0 | 1983,0 | 2061,0 | 2163,0 | 2294,0 | 2393,0 | 2316,0 | 2140,0 | 2331,0 | 2385,0 | 2456,0 | 2811,0 | 2801,0 | 2682,0 | 2737,0 |